# Quercus merrillii
Quercus merrillii är en bokväxtart som beskrevs av Karl Otto von Seemen. Quercus merrillii ingår i släktet ekar, och familjen bokväxter. Inga underarter finns listade.